# Miquel Darson
Miquel Darson (Paramaribo, 27 mei 1993) is een Surinaams voetballer die speelt als verdediger voor de Surinaamse club Inter Moengotapoe.

## Carrière
Darson speelde voor verschillende clubs in Suriname; SV Transvaal, SV Notch en Inter Moengotapoe. Met deze laatste won hij twee landstitels en twee landsbekers.
Sinds 2013 speelde hij voor Suriname in 24 interlands mee (stand 2022).

## Erelijst
- SVB-Eerste Divisie: 2016/17, 2018/19
- Surinaamse voetbalbeker: 2016/17, 2018/19